# Severjeva nagrada
Severjeva nagrada, z uradnim nazivom nagrada Sklada Staneta Severja, je slovenska gledališka nagrada za igralske dosežke profesionalnih in ljubiteljskih igralcev ter študentov dramske igre.
Ponazarja jo podoba Staneta Severja s prižgano svečo v rokah. S podelitvijo nagrade vsako leto obeležijo obletnico smrti tega igralca in simbolično prižgejo njegovo svečo.
Sklad Staneta Severja je nastal na pobudo delavskega kolektiva Gorenjske predilnice kmalu po Severjevi smrti, leta 1971.
Nekoč so podelitev popestrili z monodramo ali monokomedijo, zdaj jo z gledališko predstavo, posvečeno novim nagrajencem in Stanetu Severju.
Decembra 1973 so ob škofjeloškem gradu odkrili spomenik Stanetu Severju, veliko leseno skulpturo Hlapca Jerneja rezbarja Petra Jovanoviča, ki je utonila v pozabo, leta 2018 pa je bila deležna temeljite obnove.
V Ribnici na Pohorju, kjer je Sever umrl, decembra vsako leto priredijo Severjev dan. Pri tem sodelujejo izpostava JSKD Radlje ob Dravi, KUD Stane Sever Ribnica, Občina in Osnovna šola.

## Kraj in čas podelitve
Najprej so izbrali datum Severjeve smrti, 18. december, zaradi prevelike zasedenosti igralcev pa se je dan podelitve premaknil na nedeljo, ki je najbliže temu datumu. Nagrade so podeljevali v galeriji škofjeloškega gradu do leta 1982, ko je v obnovljenih prostorih na spodnjem trgu zaživel Loški oder, ki je nastal z združitvijo Loškega gledališča in EG Oder-Galerija.

## Izbor kandidatov
Vsak igralec lahko prejme nagrado v isti kategoriji le enkrat. V vsaki kategoriji lahko nagrado dobita največ dva. Ocenjuje se njihovo ustvarjanje v zadnjih dveh sezonah v premiernih uprizoritvah, pri amaterjih pa lahko tudi življenjsko delo, kar je bilo prej običajno, v zadnjih letih pa ne več.
Največ dva igralca predlagajo gledališča, ZDUS, njegovi odbori v gledališčih, JSKD, Zveze kulturnih društev, AGRFT in posamezniki. V izjemnih okoliščinah je lahko za študente AGRFT podeljena skupinska nagrada. Za amaterske igralce se predloge pošilja na ljubljansko, za ostale pa na škofjeloško izpostavo JSKD.

## Simbol nagrade
Simbol nagrad je Sever, ki drži svečo v rokah. Navdihnila ga je njegova uprizoritev monodrame Krotko dekle v galeriji na škofjeloškem gradu, kjer so bile prižgane sveče del minimalistične scenografije. Z eno v roki je prišel in nato po koncu predstave odšel.

## Sklad Staneta Severja
Vodenje Sklada je del funkcije predsednika Gorenjske predilnice.

### Sedež
Sedež Sklada je JSKD Škofja Loka, ki opravlja strokovno-administrativne naloge. Sedež je bil tja premeščen z AGRFT zaradi praktičnih razlogov.

### Upravni odbor
Vodi poslovanje sklada. Objavlja razpise za izbor nagrajencev, potrdi strokovno žirijo sklada in na njen predlog določi nagrajence in višini nagrad. Sestavlja ga 5 članov. Na poziv sedeža sklada jih delegirajo AGRFT, ZDUS, JSKD, Občina Škofja Loka in Gorenjska predilnica.

### Strokovna žirija
Je strokovni organ upravnega odbora. Članstvo v njej traja 4 leta in je častno. 3 člane prispeva ZDUS, po enega pa AGRFT in JSKD. Žirija lahko ignorira poslane predloge in pozove AGRFT in JSKD k nominaciji drugih kandidatov, predlaga svoje ali ne predlaga nikogar. Svoj izbor pisno obrazloži. O odločitvi žirije odloča upravni odbor, ki lahko zavrne predloge, ki niso v skladu s pravili.

### Ustanovitelji
Ustanovitelji Gorenjska predilnica, AGRFT, Občina Škofja Loka in JSKD so se s podpisom zavezali tudi materialno podpirati sklad. Ustanovna listina vabi tudi druge k soustanoviteljstvu, sponzorstvu ali donatorstvu.

### Financiranje sklada
Gorenjska predilnica je bila pridružen pokrovitelj sklada, zdaj je glavni. Vsako leto drži to obvezo poleg organizacije podelitve. Celotna potrebna letna sredstva so okoli 6000 evrov. Eden od financerjev nagrade je Škofjeloška občina. Sklad je odvisen od donatorjev in sponzorjev (organizacije in podjetja), kar je spolzek teren.

### Težave in kritike sklada

#### Kritika novinarke Vesne Marinčič in odgovor bivšega direktorja Gorenjske predilnice
Vesna Marinčič je v članku o podelitvi nagrad leta 1989 ošvrknila ustanovitelje, da so to storili iz slabe vesti in da ga s tem, ko podeljujejo nagrade v njegovem imenu, izkoriščajo. Franc Urevc, takratni direktor Gorenjske predilnice, ji je odgovoril, da so jo ustanovili Severjevi privrženci, tisti, ki bi morali imeti slabo vest, pa so ga še naprej omalovaževali. Omenil je profesorja Franceta Koblarja, ki je bil predsednik žirije za podelitev nagrad in je na 1. podelitvi, ki je bila čista alternativa, dejal, da so se zbrali resnični častilci Severjevega spomina.

#### Protestno pismo Severjeve vdove
Po 22 letih obstoja sklada je vdova Majda Sever v imenu šestih vnukov v javnem pismu v Delu zahtevala ukinitev nagrad. Že prej jo je motilo, da so po nagrado hodili tudi tisti, ki njenega pokojnega moža niso marali, kaplja čez rob je bil nagovor na zadnji podelitvi.

#### Finančne težave
Leta 1978 je Viktor Žakelj, predsednik skupščine Škofje Loke, pisal Poldetu Bibiču (direktor Drame), Sergeju Vošnjaku (MGL), Petru Jamniku (direktor Šentjakobskega gledališča), Zlatku Šugmanu (predsednik žirije), dr. Primožu Kozaku (dekan AGRFT) in Miranu Herzogu (redni profesor AGRFT). Z njimi je hotel imeti sestanek v svoji pisarni, saj je sklad životaril, odmevnost nagrad pa se je zmanjševala.Leta 1987 so bili samo štirje prejemniki nagrade, poleg pomanjkanja denarja tudi zaradi preprečevanja njenega razvrednotenja. Leta 1988 je bila zbrana le polovica potrebnih sredstev, bil je skromen odziv gospodarstva z nekaj izjemami. Občinska in republiška kulturna skupnost nista imeli denarja za dodatno financiranje.Leta 2009 je direktor Gorenjske predilnice Miha Ješe potožil, da v zadnjih letih vedno težje zberejo potreben denar, še posebej v času recesije. Leta 2011 so se finančne težave nadaljevale.Leta 2012 je Aleš Jan, takratni predsednik upravnega odbora sklada, dejal, da so kljub krizi sponzorji.

## Pot od spora v ljubljanski Drami do Severjevih nagrad
Odhod iz Drame leta 1968 je Stane Sever oznanil s pismom v Delu.Kot gost je junija 1969 nastopil še v Princu Homburškem von Kleista, predstavi za izbrano občinstvo.Spor je pripeljal do njegove monodrame po Sloveniji za delavce in kmete (nastopil je tudi v Škofji Loki) in smrti (po letu odpadništva, leta 1969, je bil namreč razočaran in nesrečen, kar je poslabšalo njegovo že tako šibko zdravje).
Ko je sporočil, da bo začel z gledališčem enega (monodramo), je bila kulturna javnost šokirana, ker je bila ta oblika umetnosti takrat neznanka.
Vesna Marinčič je napisala, da je odšel s tisti tanko svečo med ljudi in nekega večera že s tako bolnim srcem umrl. Po njenem mnenju je tako dosegel večjo prepoznavnost, kot če bi jo, če bi ostal v Drami. Med ljudi je po njenem šel, ker je v rušenju in bojkotu Drame ostal sam. Josip Vidmar, eden od Štihovih idejnoestetskih nasprotnikov, je napisal, da je bilo gledališče enega za Severja izhod v sili, ki je presegel njegovo telesno zmogljivost.
Bivši direktor Gorenjske predilnice, Franc Urevc, je o Josipu Vidmarju dejal, da je ta po Severjevi smrti zapisal, da se je ta naenkrat znašel v spopadu s sedmoglavim zmajem.Po mnenju Urevca so bile te glave vsaj tri:
1.) Povprečni in podpovprečni odločevalci, ki so delali po nalogu političnih vrhušk, ki jih je usmerjala gospodarstvu in kulturi škodljiva dogma o nekakšnem totalnem samoupravljanju. 2.) Avantgardni umetniki, ki so Severju grenili življenje, eden izmed njih pa je bil Bojan Štih, ki je Severju poslal pismo, v katerem ga je uvrstil med 25 najboljših slovenskih igralcev in ga označil za vrh amaterskega igralstva. Po Urevčevem mnenju je Štih kot gledališki direktor bolj malo vedel o igralstvu. 3.) Birokrati v kulturi, ki so bili plačani, da umetnikom omogočijo normalne delovne razmere, pa tega vsaj v Severjevem primeru niso naredili.

### Spor v SNG Drama Ljubljana
Okoli Drame so se lomila politična kopja, tudi spor Severja z ostalimi s Štihom na čelu ni bil nedolžen. Polde Bibič, Štihov privrženec, je verjel, da je bil ta spor le začetek obračuna z liberalci, ki se je sklenil s cestno afero. Po Štihovem odhodu je konzervativna partijska linija na čelo Drame postavila svojega človeka, Janeza Šenka.
Drama je bila pač najpomembnejše gledališče. Še AGRFT je bil njen podaljšek in njeni študentje niso smeli igrati v nobenem drugem gledališču, tudi v filmu in na televiziji ne, tamkajšnji profesorji razen teoretikov pa so bili vsi igralci Drame. Bile so večje razlike med ljubljanskimi gledališči, ki so si danes podobna, Mestno gledališče ljubljansko je bilo za lahke žanre in komedijo. Takrat je bilo tudi sama gledališka umetnost v Sloveniji pomembnejša, kot danes.
Stiska v Drami ni bila samo posledica naveze Štih-Korun, Andrej Kurent in Vlastja Simončič sta poslabšanje razmer videla že dosti prej. Bert Sotlar je bil javno okaran, ker je kršil pravila z reprizo svoje predstave (ironija za novinarko Vesno Marinčič je bila, da je zaradi tega po dolgem času dobil intervju) in to je bilo prvo javno znamenje, da nekaj ni v redu.
Proti Severju je izjavo podpisalo 23 njegovih kolegov.
Stvari niso bile črno bele, Štihovi podporniki so priznali ravnateljeve napake pri vodenju, Severjevi pa uspešna gostovanja Drame pod Štihovim vodstvom. Bibič je leta kasneje za razlog spora v ansamblu navedel tudi Štihovo dajanje prednosti kvaliteti pred popularnostjo.
Nekateri igralci so pri vajah za Krst pri Savici grozili, da bodo odšli, če Štih ne odstopi. V Severjevem uporu Štihovemu favoriziranju Mileta Koruna je spor dosegel svoj vrh. Korun se ni potegnil za Štiha, bil je tiho, Štih pa ne.
Jurij Souček se ni postavil na nobeno stran, zmotilo ga je, da se novinarji brigajo za njih le, ko so govorice, ne pa ob uspehih. Spraševal se je, ali potrebujemo osrednje slovensko gledališče, kaj je za storiti z njim in kakšen je njegov doprinos slovenski kulturi. Zaradi spora so poleg Severja in Štiha odšli tudi trije režiserji: France Jamnik, Mile Korun in Žarko Petan.
Štih in Sever sta iz te zgodbe izšla razočarana in zagrenjena, oba sta veljala za žrtvi prenosa samoupravljanja v kulturo, ki je koristil le povprečnim, nenadarjenim in lenim, ki onemogočajo ustvarjalne in delavne.
Po mnenju novinarja Tonija Tršarja sta oba želela dokazati svoj prav. Štih z akcijo, Sever z deangažmajem. Štih je zanikal njegovo trditev o akciji, češ da ima rad gledališče. Sever je Tršarju odgovoril, da s tem dejanjem ni hotel dokazati pravilnosti svojega stališča, ampak je to storil, ker drugače ni mogel. Boril se je za kvaliteto, pa se je znašel v tragikomičnem položaju, ker bi se moral po mnenju drugih boriti le zase. Znotraj in izven Drame je bil v boju za kvalitetno rast tega gledališča tolikokrat diskriminiran, da je celo globoko zasovražil svoj igralski poklic.

#### Stane Sever
Po njegovem naj bi zaposlene v Drami strašilo štihovstvo, okoli Štiha pa naj bi se zbrala »peščica neuravnovešenih ljudi«, ki je Drami dajala značaj privatnega gledališča.
Eksperimentalno gledališče Severja ni toliko motilo, saj je obstajalo že prej (Oder 57 in AD Hoc skupina). Težave so se po njegovem začele, ko je to prišlo v Dramo in se neorganizirano spopadlo s konceptom Drame kot gledališča, ki naj bi imelo vrhunsko izvedbo vrhunskih del in mentorsko vlogo. Drama je doživljalala krizo identitete, Štihov statut pa ni določil njenega poslanstva.
S Korunovo režijo se ni strinjal, prvič v življenju ga je bilo na odru sram, ker ni vedel, kaj igra. Z Vidmarjevo kritiko se najprej ni strinjal, kasneje je spoznal, da Korunovo delo ni strokovno in da je preveč slučajno, kar pa v Dramo ne sodi. Severju se je to upiralo, kot tudi to, da Korun hoče nemogoče: neizoblikovanost in neizoblikovanega igralca. Sever se je brez problema podredil režiji, vendar je tudi kaj pripomnil in nasprotovanje temu je bilo zanj nasilje.
Po vojni se je javno razpravljalo o umetniških vprašanjih, to pa je Štih po Severjevem mnenju ukinil in uvedel že ukinjeno samoupravljanje, bil je ignorantski samodržec, ki je vsiljeval mnenje. Sever ni verjel, da je Štih odstopil zaradi njega, saj da ni videl razdejanja, ki ga je povzročil. Ni hotel biti direktor Drame, ker se ni čutil poklicanega za to, hotel je igrati v Drami ali pa kje drugje. Bil je pripravljen priti nazaj, če bi bivši kolegi spoznali, da jim hoče koristiti, ne škodovati. Z njimi je razčiščeval javno, ker drugače ni mogel. Brez njegovega pisma javnost ne bi vedela za stanje v Drami ali pa bi na neprijeten način, kot pri Sotlarjevi reakciji na stanje. Sever je tudi dejal, da ni izgubil živcev, ampak so jih oni. Moral je biti potrpežljiv, delovna disciplina v Drami je bila močna.
Ansambel mu je očital, da se izpostavlja, ker je bolje plačan. Odgovoril jim je, da je bil pred vojno plačan nekajkrat slabše, kot tisti, ki so delali manj, kot on. Po osvoboditvi je zagovarjal uravnilovko, vendar je potegnil krajši konec. Tudi ni bil v stalnem delovnem razmerju z Dramo, ampak z AGRFT, če bi bil, bi dobil le 40.000 starih din več od ostalih kljub zahtevnim vlogam (Lear, župnik – Hlapci, rektor v Kongresu, Čakajoč Godota). Ta znesek za en večer se mu je zdel žaljiv, če je pomislil na zaslužek popevkarja. Brevoljneži, ki so jih postavili tisti, ki za mnenje niso vprašali nikogar, so se hitro upokojevali in pri 48. je bil Sever najstarejši igralec. Čutil je vse premike, ki so vodili k neprijetnim situacijam in bi lahko tudi v poslabšanje kvalitete Drame.
Leta 1968 je za novoletno številko zagrebškega Vjesnika za svoj odhod poleg brezvoljnih skorajšnjih igralskih upokojencev navedel tudi pomanjkanje perspektive za mlade igralce, ki zaman čakajo na svojo priložnost. Sever je tako iskal prevrednotenje umetnikovega položaja v tej neznosni situaciji.

#### Bojan Štih
Ni razumel pomena Severjeve besede »štihovstvo«. Njegovo delo direktorja je bilo zanj le delček skupnega dela, njegova odgovornost v krizi večja, kot v mirnem obdobju. Po njegovem naš kulturni prostor ni bil nič bolj ali manj odprt, kot ostali. Zaradi različnih pogledov so bile polemike zanj neizogibne, polemičnost in kritičnost pa narava in funkcija kulture. Ni hotel javno reševati problemov, to bi se moralo delati v samem gledališču. Očital je nasprotnikom, da se niso ozirali na dokaze in utemeljitve iz sveta, ki je dvomil v njihov absolutni prav, zato se je vse spremenilo v prestižne boje posameznikov. Sam je imel raje vsebinsko vrednost kot prestižno nevednost. Bil je za nove vsebinske poglede in je bil proti starim, tradicionalnim vzorcem, okvirom, obrazcem in reprezentativnosti, ker so omejevali gledališče za naše razmere in potrebe, v katerega je veroval. Iz akademske, muzejske ustanove je hotel ustvariti gledališko družino. Hotel je dramaturško dohiteti evropska in svetovna gledališča, vzhodna in zahodna pa v interpretativnem iskanju in poskusih. Brez slovenske dramatike po njegovem Drama ne bi mogla imeti svojega stila. Avdicije je ukinil, ker ni bil za administrativno vzpostavljanje estetskih norm.
Priznal je, da se je morda motil, da je bilo kaj tudi slabo, vendar so se mu zdele njegove zmote in poskusi koristnejše od teorije meščanskega, varnega, reprezentativnega in filistrskega teatra. Pomaknil je Dramo iz negibnosti in amorfnosti v aktivni stroj in aktivni konflikt. Zanj je bila možna sprememba večje kolektivno samoodločanje pri vseh vrstah problemov. Tega si ni upal ali ni utegnil dotakniti zaradi drugih gledaliških problemov. Rešitev je vidil v kreiranju enotne gledališke družine, ki bi najprej enakopravno in brez osebne prizadetosti razčistila s sabo glede bodoče vsebinske in interpretativne podobe svoje ustanove.
Štih je omenil še nujnost poznavanja psihologije igralca in predstave. Menil je, da je igralčevo delo vezano zgolj na trenutek, ki se mu reče predstava. Z njo se gledališče začne in neha. Severja je označil za tipičnega občutljivega igralca, ki krivi vodstvo gledališča za huda dogajanja v sebi, ki so posledica napornega procesa ustvarjanja vloge. Marinčičevi je pri obedu povedal, da bo nekoč napisal v spominih, kako je pri igralcih večkrat videl genezo iskanja, blodenj, obupa in zloma ter da si ona ne more predstavljati, kako je, če si prejšnji večer na odru kralj, potem pa greš z mrežo na trg.

#### Severjevi privrženci

##### Vlastja Simončič
Fotograf Vlastja Simončič, ki je bil v dobrih odnosih s Severjem, je bil po 18 letih sodelovanja 23. januarja 1965 odstranjen iz Drame. Že nekaj let prej je opazil nemir med igralci in napeto vzdušje, ki je kasneje preraslo v proteste. Po njegovem se je vršil pritisk na starejšo generacijo, stebre tega gledališča.

##### Andrej Kurent
Pri Štihu je hvalil gostovanja, grajal pa odpravo avdicij in to, da svet Drame ni mogel odločati o trošenju sredstev in podeljevanju del. Štihov prevzem odgovornosti za vse se mu ni zdel dosleden, očital mu je, da ni sestavil predpisov, ki bi omogočili dokazljivost napak. Tak kodeks bi lahko po jegovem sestavili takratni najuglednejši igralci: Bojan Stupica, Slavko Jan, Stane Sever, Vladimir Skrbinšek in Mira Danilova. Ni verjel, da hoče biti Sever zvezda in da je njegov obračun oseben, se je strinjal z njim, da je le zastavil svoje umetniško ime v boju proti neznanju in ignoranci. Nekaj časa je že pričakoval, da se bo to zgodilo. Menil je, da Sever ni nestrpen, ampak ravno nasprotno in da je igral v vseh slogih gledališča. Po njegovem mnenju je režiser Mile Korun rušil temelje Drame in s tem načela ansambelske igre. Kurent bi odšel sam, vendar je bil premajhen, da bi to koga res ganilo. S Severjem ni strinjal edinole glede obstoja »peščice neuravnovešenih« okrog Štiha, ker bi se ta sama javila. Problemi so bili po njegovem globlji.

#### Severjevi nasprotniki

##### Polde Bibič
Zanj je bil Severjev odhod na meji izsiljevanja. Očital mu je odsotnost točnih argumentov in zanikanje obstoja tistih, ki se z njim niso strinjali. Ko je Sever v Delu napisal, da se z gnusom odvrača od tistih, ki so povzročili tako stanje, se je Bibiču zdelo, da se tudi on gnusi Severju. Ansambel bi moral po njegovem stvari urediti pri sebi, tako pa so se pokazali kot prepirljvci, za katere je škoda denarja. Glede idealnega vodje gledališča je povedal, da so v zgodovini najmanj težav s tem imeli policaji in oficirji. Za razliko od Severja je torej menil, da ni nujno, da je vodja gledališki človek, ampak da to področje zgolj pozna. Priznal je, da so težave in sicer zato, ker je vodstvo slabo načrtovalo sezono. Posledica tega je bilo prelaganje predstav, nepredvidene vaje za gostovanje sredi rednega dela pa je stvari še poslabšalo. To je motilo igralce, ker niso hoteli novih problemov in težav s plačami.

##### Branko Miklavc
Severju je očital, da hoče zvezdniško gledališče z absolutno umetniško, organizacijsko in finančno oblastjo. Taka gledališča sicer obstajajo, vendar bi ga moral Sever imeti drugje. Severjev krog sedmih ljudi po njegovem ni bil sestavljen iz večine najpomemnejših. Severjevo pismo je imel za negativno, o čemer se po njegovem ni dovolj govorilo, povzročilo je nespoštovanje in vznemirjenje pri tistih, ki so se prej trudili spoštovati Severjevo delo. Miklavc je zanikal obstoj neuradne nezaupnice proti Severju, nezaupnico naj bi izrekel le negativnim pojavom v gledališču. Ni se ukvarjal z ugotavljanjem, ali je Štih najslabši ali najboljši, verjel je, da bo čas pokazal zelo pozitivne rezultate njegovega obdobja. Štih z odhodom po njegovem mnenju ni rešil problemov, le onemogočil je ljudem, da bi mu očitali, da je bila okoli njega skupina ljudi z določenimi tendencami.

### Krotko deklev Škofji Loki
Škofjeločan Jože Logar, študent AGRFT, je bil v publiki na zadnji Severjevi predstavi junija 1969 v Drami. Povabil ga je na škofjeloško premiero Mosta v Arti EG Odra-Galerija v režiji Petra Jamnika 23. oktobra 1970. S Škofjeločani je Sever načrtoval režijo za njihovo gledališče, Kralja Ojdipa, v kateri bi igral Teiresiasa. 4. decembra 1970 je predstavil monodramo Krotko dekle, predelavo novele F. M. Dostojevskega, ob pravoslavni liturgični glasbi. Glasba za uvod je bila Oče naš Donskih Kozakov. Spremljal ga je zbor iz grajske kapele. Monodramo je podprla Lesna industrija Jelovica.

### Pobuda Gorenjske predilnice
Ob umiku iz Drame je Severja poklical takratni direktor Gorenjske predilnice, Franc Urevc, ki sicer ni bil njegov znanec, in ga vprašal, če misli resno. Razvneti Sever mu je odgovoril, da še kako misli resno. Urevc mu je ponudil finančno pomoč in ga povabil z njegovo monodramo v predilnico, kjer bi spoznal prvi delovni kolektiv. Urevčeva želja se ni uresničila.
Tik pred novim letom leta 1970 je delavski svet Gorenjske predilnice poslala odprto pismo AGRFT-ju s pobudo za ustanovitev posebnega sklada v spomin Severja, ki naj bi pomagal pri kulturnih prizadevanjih v skladu z načeli pokojnika. Ustanovila naj bi ga AGRFT, delovne organizacije pa naj bi prispevale denar. Pobudniki so v sklad takoj namenili 5000 dinarjev, sledila je še Lesna industrija Jelovica, ki je v sklad prav tako prispevala 5000 din. AGRFT je iniciativo sprejel in imel glavno vlogo pri ustanavljanju sklada. Največ truda sta v to vložila tamkajšnja profesorja Jože Gale in Slavko Jan.
Pobudo sta podprli še škofjeloška občinska skupščina in ZKO Slovenije.

### Slovesna ustanovitev
Bila je v sredo popoldne, 12. maja 1971 v galeriji na škofjeloškem gradu. Vabljeni so bili vsi zainteresirani, tudi občani. Prišli so Severjevi svojci in vdova. Krajši kulturni program so izvedli člani EG Oder-Galerija iz Škofje Loke.

### Spomenik Stanetu Severju in neuresničena ideja o njegovem parku

#### Skulptura
Pobudo za kip je dal Slovenski oktet. Njihov prijatelj Sever je namreč hotel dobro leto pred smrtjo iz starega hrastovega debla, ki bi mu ga dal oktet, izklesati hlapca Jerneja ali kralja Matjaža. Izdelal ga je umetnik samouk Peter Jovanovič (kipar, rezbar, slikar in ilustrator iz Poljanske doline) iz 5 ton težke klade 500 let starega hrasta. Odkrili so jo 18. decembra 1973 ob 17. uri sredi travnatega pobočja pod gradom, ob mestnem obzidju, na območju nad škofjeloško upravno enoto. Slavnostni govornik je bil dr. Boris Majer, član CK ZKS. Slovenski oktet je imel v Kinu Sora koncert, potem je bila podelitev nagrad.
Skulptura hlapca Jerneja je simbol odporništva, neupogljivosti in odpadništva, zahteve po plačilu in priznanju, vse to je bil tudi Sever. Ta lik je v svoji karieri tudi igral.Danes malo Škofjeločanov ve, kaj skulptura predstavlja. Dolgo časa je bila zanemarjena, leta 2018 pa je bila obnovljena. Odstranili so sledove neustrezne sanacije razpok in drugih poškodb, poliuretanske plombe in alge. Skulpturo so utrdili, zapolnili so razpoke in manjkajoče elemente ter jo zaščitili pred vremenskimi vplivi.

#### Park
V 70. letih so v Škofji Loki neuspešno načrtovali še Severjev park, ki bi ga sčasoma razširili v orjaški paviljon, kjer bi razstavljali dela priznanih likovnikov. Vabili bi udeležence Borštnikovega srečanja in revije gledaliških hiš. Vsaka skupina bi nastopila po enkrat na odru letnega »teatra« znotraj grajskega vrta. Denar od prodanih vstopnic bi šel v Sklad Staneta Severja.

## Nagrajenci
- Seznam prejemnikov Severjeve nagrade